# 제48회 영국 아카데미 영화상
제48회 영국 아카데미 영화상은 1994년의 최고의 영화를 기리기 위해 1995년에 열린 시상식이다.

## 수상

### 작품상
- 네번의 결혼식과 한번의 장례식 - 던컨 켄워시 수상

### 알렉산더 코다 상
- 쉘로우 그레이브 - 앤드류 맥도널드 수상

### 데이빗 린 상
- 네번의 결혼식과 한번의 장례식 - 마이크 뉴웰 수상

### 남우주연상
- 네번의 결혼식과 한번의 장례식 - 휴 그랜트 수상

### 여우주연상
- 의뢰인 - 수잔 서랜든 수상

### 남우조연상
- 펄프 픽션 - 사무엘 L. 잭슨 수상

### 여우조연상
- 네번의 결혼식과 한번의 장례식 - 크리스틴 스콧 토마스 수상

### 각본상
- 펄프 픽션 - 쿠엔틴 타란티노 수상

### 각색상
- 퀴즈 쇼 - 폴 아타나시오 수상

### 편집상
- 스피드 - 존 라이트 수상

### 촬영상
- 뱀파이어와의 인터뷰 - 필립 루셀롯 수상

### 음향상
- 스피드 - Stephen Hunter Flick 수상

### 의상상
- 프리실라 - 리지 가디너 수상

### 분장상
- 프리실라 - Cassie Hanlon 수상

### 특수시각효과상
- 포레스트 검프 - 켄 랄스톤 수상

### 프로덕션디자인상
- 뱀파이어와의 인터뷰 - 단테 페레티 수상

### 외국어영화상
- 인생 - Chiu Fu Sheng 수상

### 단편애니메이션작품상
- Tim Watts 수상

### 단편영화작품상
- Tatiana Kennedy 수상

### 안소니 아스퀴스상
- 백비트 - Don Was 수상

## 같이 보기
- 제67회 아카데미상
- 제20회 세자르상
- 제47회 미국 감독 조합상
- 제8회 유럽 영화상
- 제52회 골든 글로브상
- 제15회 골든 래즈베리상
- 제1회 미국 배우 조합상
- 제47회 미국 작가 조합상